# Opus sacerdotale Amici Israël
La Opus sacerdotale Amici Israël è stata una associazione internazionale nata a Roma nel febbraio del 1926 per promuovere all'interno della chiesa cattolica un atteggiamento favorevole agli ebrei e a Israele. Già dal primo anno di vita vi aderirono diciotto cardinali, duecento arcivescovi e circa duemila sacerdoti.

## Descrizione
Al fine di operare una riconciliazione con gli ebrei, l'associazione cercava di capovolgere le antiche prese di posizione assunte dalla Chiesa: gli Amici di Israele richiedevano l'abbandono di ogni discorso sul deicidio, sull'esistenza di una maledizione sugli ebrei e sull'assassinio rituale.
Le idee dell'associazione erano promosse tramite opuscoli scritti in latino e diffusi nel clero. La sua prima richiesta alla Chiesa fu di abolire l'aggettivo ‘'perfidis'’, attribuito agli ebrei dalla liturgia del Venerdì Santo (Oremus et pro perfidis Judaeis), la preghiera essendo utilizzata come argomento per un antisemitismo che la chiesa cattolica romana propagava lei stessa nelle sue messe.
Il papa Pio XI chiese alla Congregazione dei Riti di operare una riforma, incaricando Schuster, che era nettamente a favore ed era fra gli Amici Israel, di seguire la questione. La Curia, però, ebbe una reazione molto negativa, culminata in un ‘'Votum'’ durissimo del segretario del Santo Uffizio Merry del Val. Al di là della questione in sé il problema era di metodo: "se si inizia con una riforma liturgica non ci si ferma più". Si trattava, infatti, di una preghiera antichissima, "consacrata dai secoli".
Se si fosse accettato di porre mano a una sua riforma, con che criterio si sarebbe potuto evitare di affrontare mille altri problemi liturgici e dottrinali sempre più evidenti? Sarebbe diventato inevitabile convocare un nuovo concilio, per il quale i tempi non erano ritenuti maturi.
La Congregazione per la Dottrina della Fede decise addirittura di sciogliere l'Associazione (25 marzo 1928) e impose una ritrattazione ai principali fautori della modifica liturgica compreso il futuro arcivescovo di Milano Schuster. Nell'autorizzare questa decisione Pio XI volle che vi fosse inserita una ferma condanna dell'odio per gli Ebrei:
(Acta Apostolicae Sedis, 1928)
Successivamente, tuttavia, due articoli di commento alla decisione pontificia a firma di Enrico Rosa (1870-1938) apparvero in "Civiltà Cattolica" e "L'Avvenire d'Italia"- due autorevoli fonti cattoliche, ritenute da molti i portavoce de facto della Santa Sede. Questi articoli, quindi, sono reputati da alcuni studiosi una sorta di interpretazione autentica del pensiero di importanti correnti entro la curia.
In tali prese di posizione Rosa si premurava di distinguere l'antisemitismo a base razziale, ritenuto  "cattivo", dalla "sana percezione del pericolo proveniente dagli ebrei" per il bene del popolo cattolico a causa della loro crescente influenza politica e culturale e per il loro essere stati a guida delle grandi rivoluzioni, che a partire dal 1789 avevano perseguitato la Chiesa.
La questione degli Amici Israel e della proposta riforma liturgica - pur essendo indubbiamente un'occasione mancata di riconciliazione - mostra tuttavia secondo molti studiosi come siano false le tesi (Daniel Goldhagen) che accusano globalmente la Chiesa di antisemitismo, in quanto la vicenda stessa evidenzia le molti correnti presenti allora, anche ai vertici della Chiesa, fra le quali quella dei fautori di un avvicinamento fra le due grandi religioni monoteistiche (i più noti dei quali sono Schuster, Benedikt Gariador, Anton van Asseldonk).